# Registerblatt

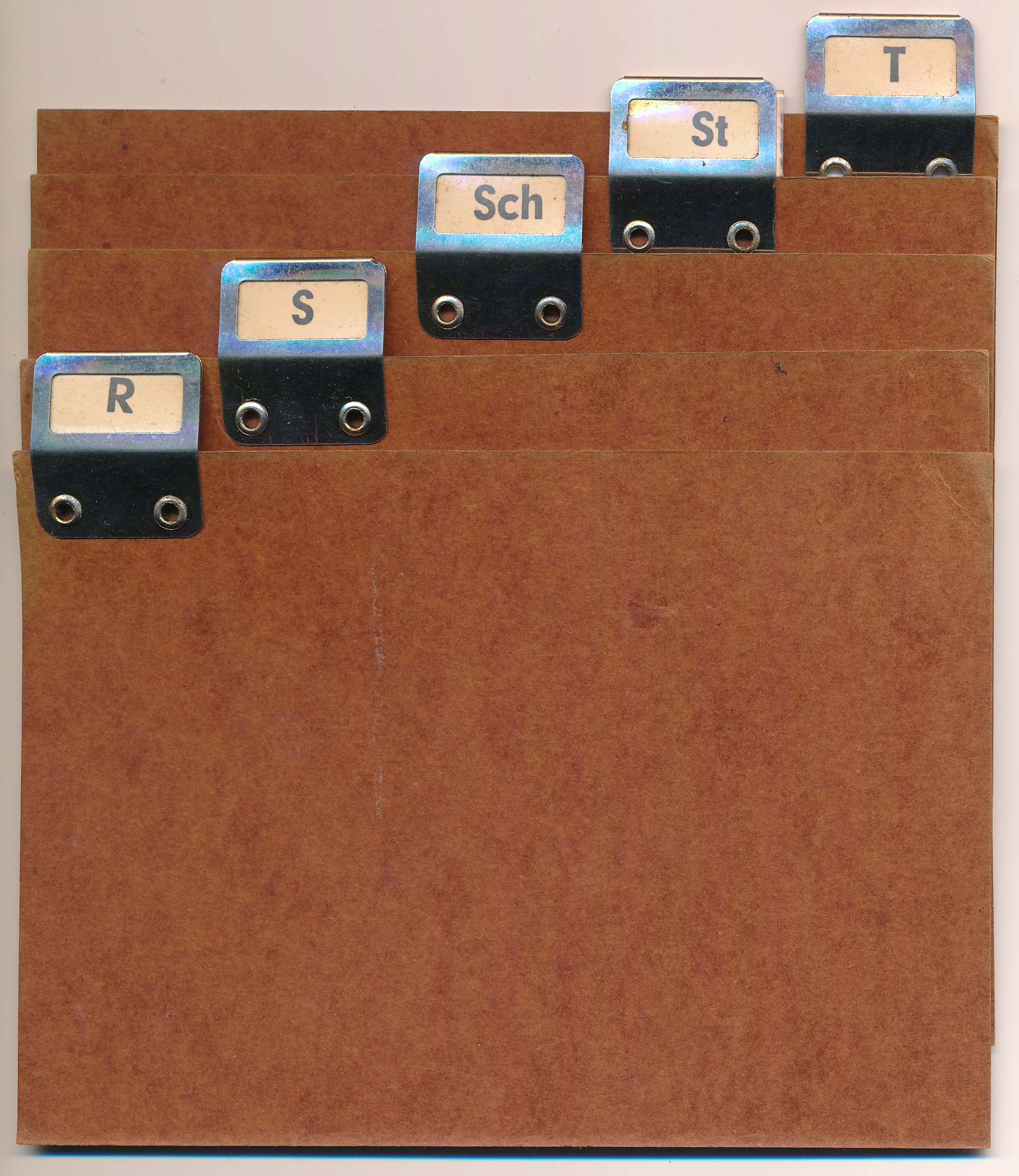
Lose Registerkarten mit Tabs im DIN-A6-Format aus den 1950er Jahren

Registerblatt (auch Trennblatt)  bzw. Leitkarte (auch Registerkarte) gliedert Aktenblätter oder Karteikarten, um diese leichter aufzufinden. Der Begriff Blatt wird hauptsächlich in Bezug auf Aktenordner, Mappe etc. verwendet, Karte hingegen auf Kartei.
Die Blätter bzw. Karten bestehen aus Karton, Pressspan oder Kunststoff. Sie gliedern Akten oder Karteikarten in Gruppen und sind mit festen Taben oder versetzbaren Reitern versehen. Tabe oder Reiter beschreiben ein Merkmal, welches für eine ganze Gruppe gilt. Auf den Blättern bzw. Karten können zusätzliche Vermerke festgehalten werden.
Vielfach werden Registerblätter bzw. Leitkarten mit bereits beschrifteten Taben verwendet. Gängig ist beispielsweise eine alphabetische (A–Z) oder numerische (1–12, 1–31, 1–52 ..) Sortierung. Andere können individuell beschriftet werden. Registerblätter für Ablage in Ordnern bzw. Heftern, sogenannte Trennstreifen, werden mit einer aufgedruckten Skalierung angeboten, die Tabe können individuell zugeschnitten werden.
Auch in grafischen Benutzeroberflächen von Computerprogrammen werden bestimmte der Aufteilung dienende Elemente als Registerkarten bezeichnet.

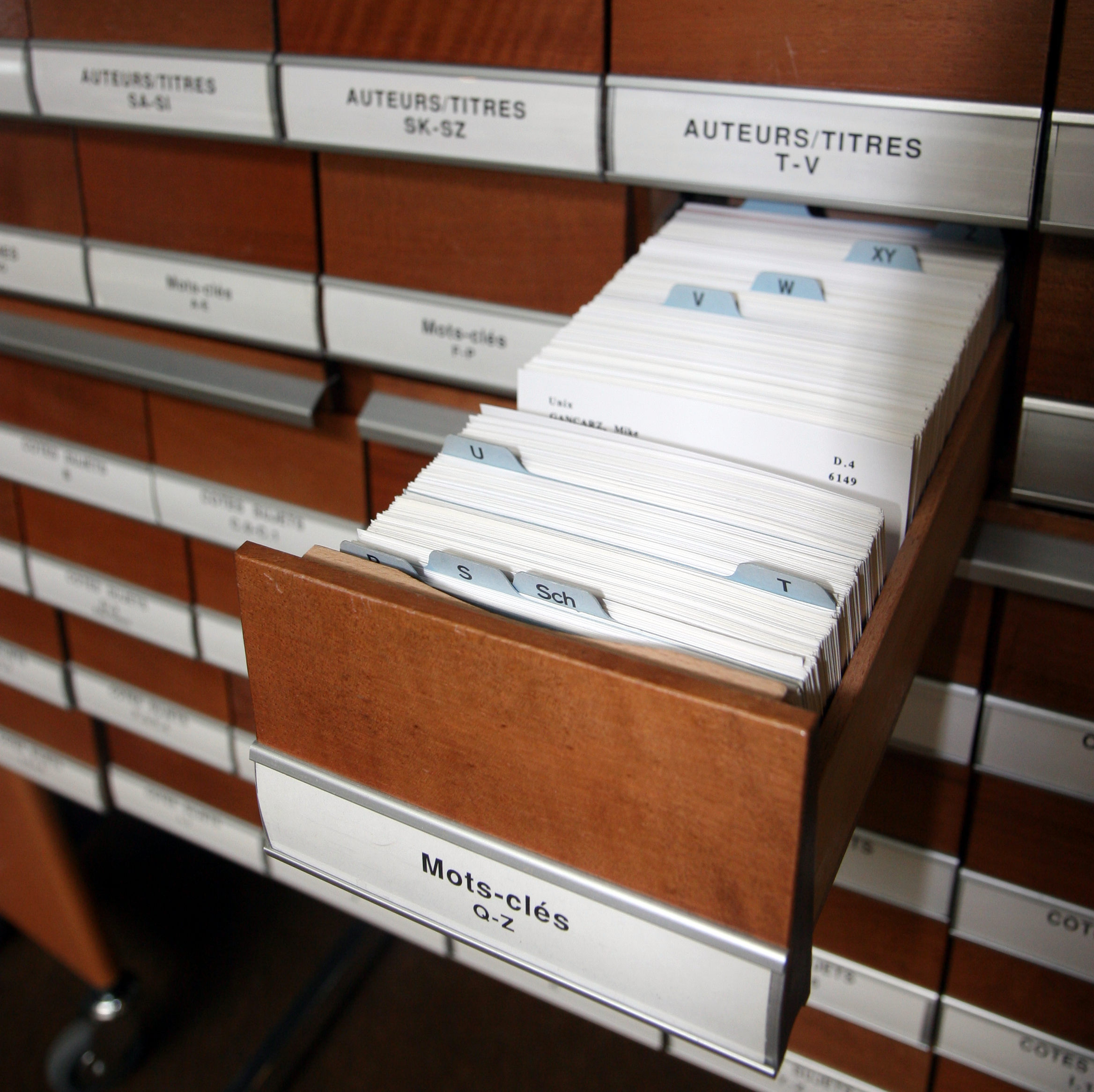
Durch Leitkarten gruppierte Karteikarten einer Kartei
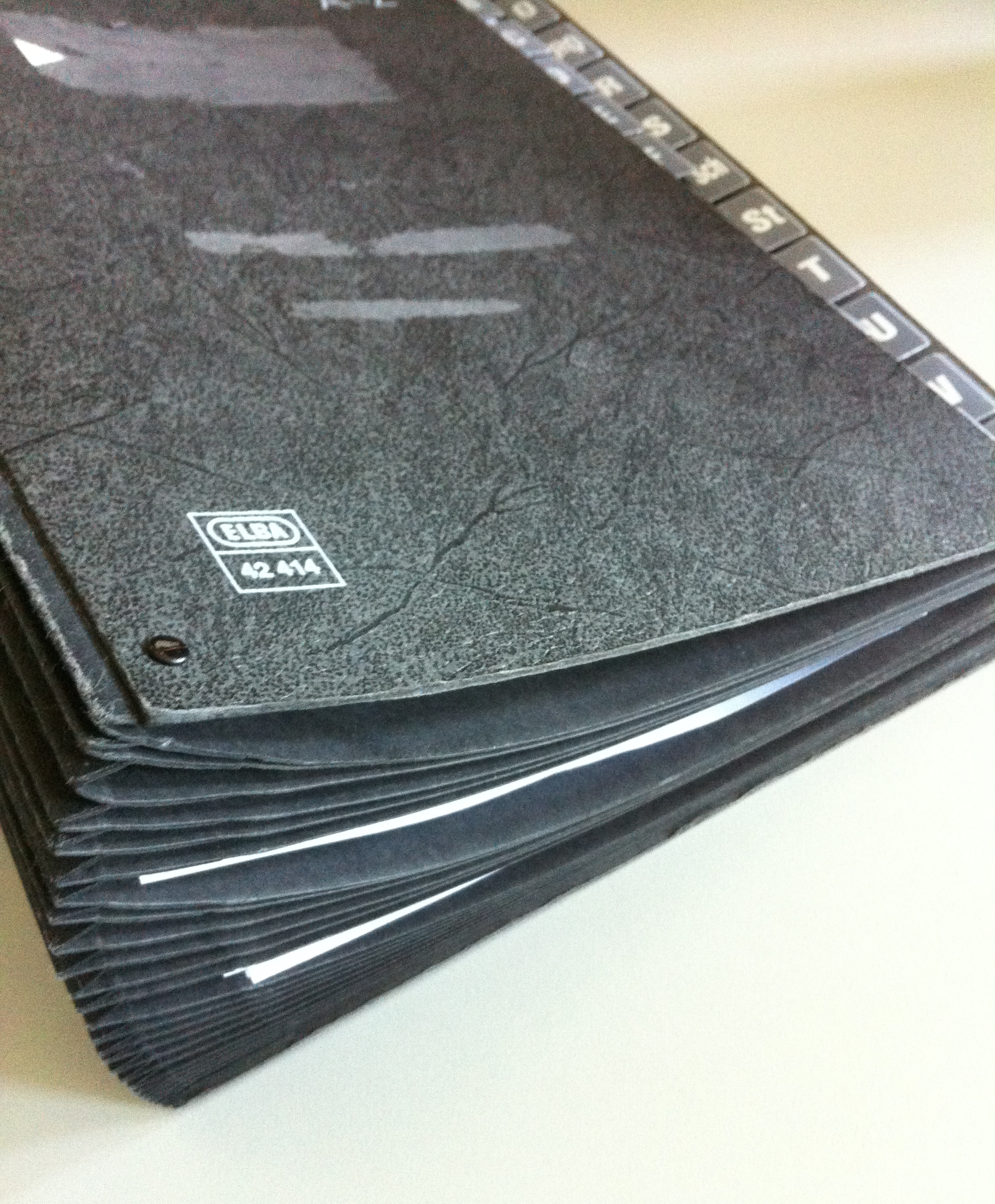
Mit Registerblättern unterteilter Pultordner
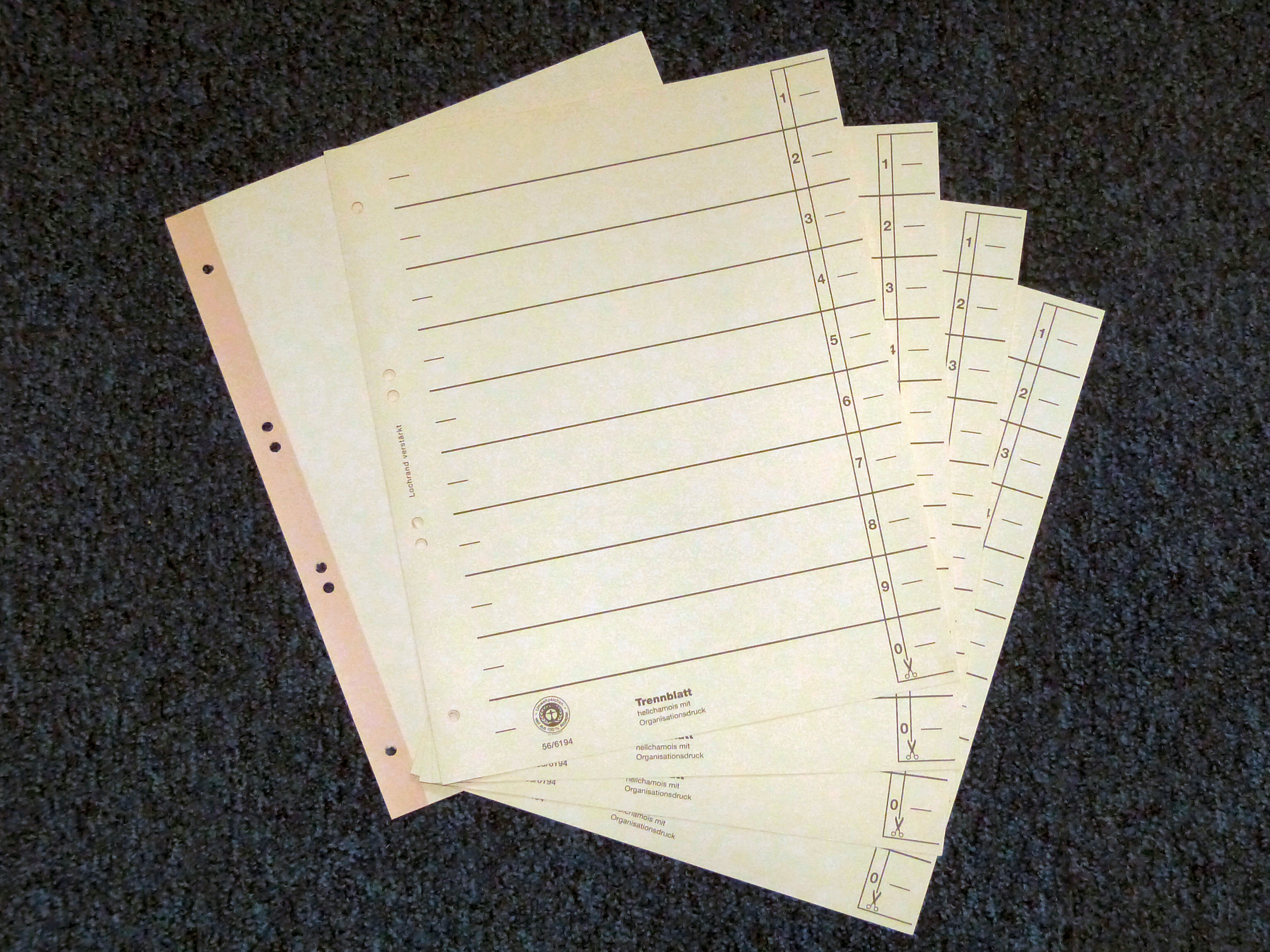
Zuschneidbare Trennblätter